# Bijugis elongatella
Bijugis elongatella är en fjärilsart som beskrevs av Charles Théophile Bruand d’Uzelle 1847. Bijugis elongatella ingår i släktet Bijugis och familjen säckspinnare. Inga underarter finns listade i Catalogue of Life.